# Arefu (gmina)
Arefu – gmina w Rumunii, w okręgu Ardżesz. Obejmuje miejscowości Arefu, Căpățânenii Pământeni i Căpățânenii Ungureni. W 2011 roku liczyła 2405 mieszkańców.